# Axinodon redondoensis
Axinodon redondoensis är en musselart som först beskrevs av T. A. Burch 1941.  Axinodon redondoensis ingår i släktet Axinodon och familjen Thyasiridae. Inga underarter finns listade i Catalogue of Life.